# Prokurátor
Prokurátor, neboli veřejný žalobce, je osoba, která je státem pověřena zastupováním jeho zájmů zejména v trestním řízení a která je zařazena k určité prokuratuře, státnímu orgánu, který zastupuje v trestním řízení veřejnou žalobu a plní další úkoly, které ji svěřuje zákon. V České republice působí státní zástupci.

## Historie
Prokurátor (latinsky procurator) byl u Římanů důvěrník nebo zplnomocněnec, většinou zastupoval svého pána v obchodech nebo u soudu. Později římští prokurátoři zastupovali finanční zájmy státu (procuratores fisci). Ve středověku i novověku existoval úřad prokurátora v mnohých evropských zemích (německé země, Itálie, Španělsko, Portugalsko, Francie, Skotsko), např. generální prokurátor byl vysoce postavený úředník carského Ruska v letech 1722–1917. Stál v čele senátu a dohlížel na činnost státního aparátu.[zdroj?]
Ve středověkém českém státě existoval královský prokurátor, který hájil majetkové zájmy panovníka. Původně se měl starat jen o návrat ztracených statků zpět do královského majetku, postupem doby ale začal hájit zájmy fisku u soudů všeobecně, dokonce vykonával soudně uložené tresty a exekuce. Jako královský úředník zastupoval i kláštery a židy, přičemž odpovědný byl jen králi, který ho jmenoval. V pobělohorském období měl už povinnost stíhat všechny veřejné zločiny (delicta publica), pokud neexistoval soukromý žalobce. Spolu s fiskálními adjunkty tvořil kolegium fiskálního úřadu. Po roce 1850 byl tento úřad nahrazen finanční prokuraturou (v českých zemích byly dvě, pražská a brněnská), která měla přes svůj název a podřízenost ministerstvu financí na starosti nejen finanční správu, ale ochranu všech veřejných zájmů vůbec. Zastupovala stát a další veřejnoprávní subjekty před soudem jak v civilních sporných věcech, tak ve správním soudnictví, pomáhala jim také při sepisování smluv a dalších právních jednáních. Později byli pro zastupování státu u soudu určeni státní zástupci (státní návladní).
Prokurátoři existovali také za první republiky (jejich úřad se však stále nazýval státní zastupitelství) a především v době komunistického režimu. K 1. lednu 1994 nabyl účinnosti zákon o státním zastupitelství a tak dále v jejich roli znovu působí státní zástupci.